# Go Back to the Zoo
Go Back to the Zoo war eine Alternative-Rock-Band aus Nijmegen in den Niederlanden.

## Geschichte
Torre Florim von der Band De Staat produzierte das Debüt-EP der Band im Jahre 2008. Sie waren außerdem die Vorgruppe der Band De Staat. Die Band unterschrieb 2009 einen Plattenvertrag und veröffentlichten Anfang 2010 ihr Debütalbum, Benny Blisto. Electric und Hey DJ waren beides 'Radio 3-mega hit'. Im Jahr 2016 änderte die Band ihren Namen in St. Tropez.

## Auszeichnungen

### Gewonnen
- 3VOOR12 Award 2010 – Bestes Album in den Niederlanden

### Nominiert
- Edison Award – Bestes Album 2010
- 3FM Award 2010
- 3FM Award 2011

## Diskografie

### Alben
- Benny Blisto, 2010, Universal
- Shake a Wave, 2012, Universal
- ZOO
- St Tropez, 2016, (als St Tropez)
- Debate, 2017, EP (als St Tropez)
- St Tropez 2, 2018 (als St Tropez)

### Singles
- Beam Me Up, 2010
- Electric, 2010
- Hey DJ, 2010
- I’m The Night (See You Later), 2010
- Smoking On The Balcony, 2011
- What If, 2012
- Charlene, 2013
- St Tropez, 2016, (als St Tropez)
- I Got The Job, 2018, (als St Tropez)